# Everly: Gyönyörű és életveszélyes
Az Everly: Gyönyörű és életveszélyes (eredeti cím: Everly) 2014-es amerikai akció-thriller, melyet Joe Lynch rendezett Yale Hannon forgatókönyvéből. A film főszereplője Salma Hayek, továbbá Akie Kotabe, Jennifer Blanc, MK Fujimoto, Togo Igawa, Gabriella Wright, Caroline Chikezie, Laura Cepeda és Hiroyuki Watanabe.
Az Amerikai Egyesült Államokban 2015. február 27-én mutatták be, Magyarországon DVD-n jelent meg magyar szinkronnal, 2015. június 16-án. A film 2015. január 23-án jelent meg az iTunes Store segítségével.

## Történet
A brutális bűncselekményt követően, a prostituáltként dolgozó Everly-t (Salma Hayek) megtámadja a lakásán egy Taiko (Hiroyuki Watanabe) nevezetű férfi a végrehajtóival, miután rájöttek, hogy ő már a rendőrségnél dolgozik és próbálja elkapni a szervezetet. Amikor Taiko az embereivel megerőszakolja és könnyen megkínozza Everlyt, a nő a fürdőszobából elővesz egy elrejtett pisztolyt és megöli a támadókat. Taiko ezután elkezdi játszani a szadista játékait Everly-vel; számos bérgyilkosnőt rendel a lakáshoz, hogy végezzenek vele. A többi prostituáltnak az épületben nem sikerül végezni a nővel, akik fejpénzt kaptak, ha sikerül hidegre tenni.
Közben Everly megkísérli az anyja, Edith (Laura Cepeda) és kislánya, Maisey (Aisha Ayamah) elinvitálását, hogy megmentsék őt Taiko többi emberétől. A film előrehaladtával kiderült, hogy Everly fogoly volt az apartmanban, miután Taiko elrabolta őt négy évvel korábban és prostitúcióra kényszerítette. Ez idő alatt nem tudott kapcsolatba lépni Maisey-vel vagy az anyjával, Edith-tel, akik mostanra meg vannak zavarodva és dühösek, hogy ekkora halálos helyzetben van és ennyi ideje odavan.
Ahogy Everly kiharcolja magát számos támadás alól, az ellenség egyre idegenszerűbbé válik; Eredetileg csak egyszerű fegyveres gengsztereknek mutatkoznak, de végül úgy tűnik, hogy ezek csupán csak jelmezek szertelen tematikus csoportokban, akik kínzásokat hajtanak véghez. Az épület túloldalán található lakásban, végül Taiko által bérelt orvlövész megöli Edith-et. A visszafogott Everly-nek végül sikerül megölnie Taik-ot, miután végez az összes katonával. Everly ezután megbékél kislányával, akit a szomszédba rejtett el egy nő védelme alatt, de végül őt is megölték.
A film vége azzal zárul, hogy Everly súlyos sebei miatt haldokol, míg Maisey ölébe van a feje hajtva, és közbe megérkezik a rendőrség és a mentősök. Ahogy a képernyő elsötétül és a stáblista következik, hallható, hogy a kórházban lévő monitor elkezd sípolni, ezzel jelezve, hogy Everly talán nem halt meg.

## Szereplők
| Szereplő          | Színész        | Magyar hang        |
| ----------------- | -------------- | ------------------ |
| Salma Hayek       | Everly         | Kisfalvi Krisztina |
| Akie Kotabe       | Haldokló férfi | Lux Ádám           |
| Laura Cepeda      | Edith          | Andresz Kati       |
| Aisha Ayamah      | Maisey         | Györke Laura       |
| Hiroyuki Watanabe | Taiko          | Laklóth Aladár     |
| Togo Igawa        | A szadista     | Szersén Gyula      |
| Masashi Fujimoto  | A mazochista   | Harcsik Róbert     |
| Gabriella Wright  | Anna           | Sági Tímea         |